# Mike Hughes
Michael "Mike" Hughes (ur. 7 sierpnia 1959 w St. Catharines) – kanadyjski wioślarz, brązowy medalista olimpijski.

## Kariera
Wystartował na igrzyskach olimpijskich w Los Angeles w 1984, gdzie osada Kanady w składzie: Doug Hamilton, Mike Hughes, Phil Monckton i Bruce Ford zdobyła brązowy medal w czwórkach podwójnych. W finale A uplasowali się o 1,52 sekundy za osadą RFN i o 1,09 sekundy za osadą Australii. Był to jego jedyny start olimpijski.
Był też czwarty w tej konkurencji na mistrzostwach świata w Duisburgu (1983), gdzie walkę o podium Kanadyjczycy przegrali z Włochami o 1,54 sekundy.
Kształcił się na Uniwersytecie Stanu Pensylwania. W 1985 zakończył karierę.